# Narella pauciflora
Narella pauciflora är en korallart som beskrevs av Elisabeth Deichmann 1936. Narella pauciflora ingår i släktet Narella och familjen Primnoidae. Inga underarter finns listade i Catalogue of Life.